# Форт-Уэрт
Форт-Уэ́рт (Форт-Уорт, англ. Fort Worth, [ˌfɔːrt ˈwɜːrθ]) — город в США, расположенный в центрально-восточной части штата Техас.
Административный центр округа Таррант. Население 895 008 человек (2018). Вместе с Далласом и другими городами агломерации (Арлингтон, Гарленд, Дентон, Ирвинг, Мескит и Плейно) Форт-Уэрт составляет конурбацию «Даллас—Форт-Уэрт», называющуюся Метроплекс Даллас — Форт-Уэрт и являющуюся четвёртым по размеру метрополитенским ареалом в США.
Город назван в честь генерала Уильяма Дженкинса Уорта, одного из командующих времён Американо-мексиканской войны.

## География

### Климат
По классификации Кёппена город относится к зоне влажного субтропического климата. В среднем за год выпадает 882 мм осадков. Солнечное сияние за год составляет 2 834,5 часов (64 %).

## Население
Форт-Уэрт является 5-м по численности городом Техаса и 13-м по США (895 008 человек по данным на 1.07.2018 года). Конурбация «Даллас—Форт-Уэрт» является 4-й по численности среди агломераций США (7,5 млн чел. в июле 2018 года по данным U.S. Census Bureau).
| Год переписи | Нас.   |  | %±     |
| ------------ | ------ |  | ------ |
| 1880         | 6663   |  | —      |
| 1890         | 23076  |  | 246,3% |
| 1900         | 26668  |  | 15,6%  |
| 1910         | 73312  |  | 174,9% |
| 1920         | 106482 |  | 45,2%  |
| 1930         | 163447 |  | 53,5%  |
| 1940         | 177662 |  | 8,7%   |
| 1950         | 278778 |  | 56,9%  |
| 1960         | 356268 |  | 27,8%  |
| 1970         | 393476 |  | 10,4%  |
| 1980         | 385164 |  | −2,1%  |
| 1990         | 447619 |  | 16,2%  |
| 2000         | 534697 |  | 19,5%  |
| 2010         | 741206 |  | 38,6%  |
| 2018         | 895008 |  | 20,8%  |

## Экономика
Центр аграрной промышленности и туризма.

## События
В Форт-Уэрте с 1962 года каждые четыре года проходит международный конкурс пианистов имени Вана Клиберна.

## Города-побратимы
У Форта-Уэрта девять городов-побратимов:
- Италия: Реджо-нель-Эмилия (1985)
- Япония: Нагаока (1987)
- Германия: Трир (1987)
- Индонезия: Бандунг (1990)
- Венгрия: Будапешт (1990)
- Мексика: Толука (1998)
- Эсватини: Мбабане (2004)
- Китай: Гуйян (2010)
- Франция: Ним (2019)